# Joseph Samson (musicien)
Pour les articles homonymes, voir Joseph Samson et Samson.
Joseph Samson, né le 21 mars 1888 à Bagneaux-sur-Loing (Seine-et-Marne) et mort le 9 juillet 1957 à Dijon, est un maître de chapelle, compositeur et écrivain français.

## Études musicales
Après des études classiques, il fait des études musicales au Conservatoire de Paris entre 1908 et 1914 dans les classes d’écriture de Xavier Leroux et d'André Gédalge. Dès son retour de la Grande Guerre, il continue sa formation par des cours privés qu’il suit avec Albert Alain et surtout Charles Koechlin pour qui il gardera une grande admiration.
Dans une de ses conférences il dit de lui, enfant, « Le gosse ne rêve plus que d’une chose : être maître de chapelle ». Dès 1911 il est nommé maître de chapelle à la cathédrale de Versailles, il sera alors le plus jeune maître de chapelle de cathédrale de France. En juillet 1914, il devient maître de chapelle de la Saint-Eustache à Paris, mais la guerre déclarée le mois suivant ne lui permet pas de prendre cette fonction. Tout au long de cette guerre il découvre l’œuvre de Claudel, Jammes, Barrès et Péguy ; nous laissant dans des petits carnets de nombreuses réflexions. Ainsi, s’interrogeant sur les sources de l’inspiration pour un compositeur il note : « Pour un petit bonhomme comme Samson : de temps en temps des brumes, de la vie intérieure il jaillit une flammèche. C’est l’idée prime, celle sur quoi le bonhomme peut travailler ».
Dès son retour en 1918, il quitte la région parisienne pour se retirer en Normandie où il devient maître de chapelle de l’Institut Notre-Dame d’Avranches. En 1918 il reçoit le premier prix de composition de musique sacrée de Tourcoing.

## L'arrivée à Dijon
En 1926, il arrive à Dijon où l’on prévoit la nécessité de donner un successeur au maître de chapelle de la cathédrale de Dijon, Mgr Moissenet qui dirige la maîtrise depuis sa recréation en 1895. C’est ce chœur exemplaire, composé d’enfants et de séminaristes, qui fera dire à Émile Vuillermoz : « Dijon, c’est le Bayreuth des musiciens d’église ». Joseph Samson est alors cité dans les annales de l’époque comme le « Professeur cherché de longues années durant, compositeur très au courant de la renaissance musicale religieuse » ; l’un des trois ou quatre maîtres de chapelle les meilleurs de France. Il suit pendant quelques années les cours de chant donnés par Mgr Moissenet et publie en 1925 À l’ombre de la cathédrale enchantée où il rend hommage à son prédécesseur ainsi qu’à son œuvre. Passionné par la richesse de la musique ancienne, Joseph Samson développe considérablement ce répertoire avec la Maîtrise de Dijon. Il réalise quelques enregistrements, dont le premier en 1933 reçoit le grand prix du disque. Le chœur de Dijon est vraisemblablement le seul qui introduise alors à l’office l’ensemble de ce répertoire des polyphonistes les plus anciens (fin XIIe à XVe siècle).

## Un homme récompensé
En 1956, lors des fêtes organisées pour le 25e anniversaire de son arrivée à Dijon, les personnalités présentes témoignent de leur intérêt pour son œuvre : l’abbé Bardy, directeur de la revue « Musique et Liturgie », dom Gajard de l’abbaye de Solesmes, dom Kreps de l’abbaye de Louvain, Gaston Roussel de la Maîtrise de Versailles, sans oublier les témoignages de Roland-Manuel au nom du Conservatoire de Paris, et d’Arthur Honegger.
En 1949, le pape Pie XII lui décerne la haute distinction de Chevalier de Saint Grégoire, pour son œuvre au service de l’art sacré ; en 1955 il est fait Chevalier de la légion d’honneur.
Joseph Samson est mort le 9 juillet 1957 à Dijon. Une semaine avant sa mort, son ultime message délivré au IIIe Congrès International de Musique Sacrée, à Versailles, résume bien l’esprit qui l’anima toute sa vie : « La qualité n'est pas le signe d'une recherche extérieure et vaine, d'ordre esthétique, mais une recherche essentielle, d'ordre spirituel. La qualité dans l’œuvre est l'expression de la Charité »

## Le compositeur
La critique reçut toujours avec enthousiasme ses compositions, remarquant toujours, pour ses œuvres religieuses, une particulière singularité « Il n’est pas de doute que ces trois messes se classent tout à fait à part, et n’ont pas leur équivalent dans la littérature musicale de nos jours » écrivait un critique en 1934. En 1956, c’est un extrait de sa messe Amor a Longe qui est choisi par le congrès de la National Catholic Music Educators Association des États-Unis pour représenter l’école française de composition.

### Musique religieuse

#### Cantiques français
- A Sainte Catherine Labouré, SATB, 1947, Société Anonyme d’Édition Nancy.
- Cantate Domino, Venite, Tantum ergo, Trois cantiques en forme de motet, ** , 1935, Schola Cantorum.
- Cantique des trois enfants, SAHommes, 1936, Schola Cantorum.
- Cantique en l’honneur de Saint Jean Eudes, Unisson, **, L’art Catholique.
- Des pourêtres, Unisson, 1938, **.
- Kyrie Eleison, 2 voix égales, 1920, La Revue des Maîtrises.
- L’ivresse Spirituelle, SATB, 1952, Schola Cantorum.
- Magnificat, SATB, 1950, La Maîtrise de Dijon.
- Nous venons vous prier, SATB, 1959, La Maîtrise de Dijon.
- O mon âme bénis le Seigneur, 3 voix égales, 1911-1914, Procure générale de musique.
- Prière du matin sur un cantique breton, **, 1920, La revue des Maîtrises.
- Salut au Saint Sacrement, 2 à 4 voix mixtes, 1914, Maurice Senart.
- Sang des martyrs, SATB, **, La Maîtrise de Dijon.
- Six Prières du matin, Unisson, 1913-1914, Schola Cantorum.

#### Cantiques français et latin harmonisés
- Aux concerts des anges, Unisson, 1940-1944, Fonds Joseph Samson B.M Dijon.
- Ave Maris Stella, Unisson, **, La Maîtrise de Dijon.
- Cælitum Joseph, SATB, **, La Maîtrise de Dijon.
- Chant des trépassés, Unisson, **, La Maîtrise de Dijon.
- Elève-toi, mon âme, SATB, **, La Maîtrise de Dijon.
- Entendez-vous, Chrétiens fidèles, Unisson, 1940, Maîtrise de Dijon.
- Humble Vierge, Unisson, 1940, Fonds Joseph Samson B.M Dijon.
- J’irai la voir un jour, Unisson, 1940, Fonds Joseph Samson B.M Dijon.
- Laudate Mariam, Unisson, 1940, Fonds Joseph Samson B.M Dijon.
- L’ave bourguignon, Unisson, 1940, Fonds Joseph Samson B.M Dijon.
- L’ave de Lourdes, Unisson 1940, Fonds Joseph Samson B.M Dijon.
- L’ombre s’étend sur la terre, Unisson, 1940, Fonds Joseph Samson B.M Dijon.
- Maria Mater, SATB, **, Schola Cantorum.
- Mets ta paix en nos cœurs, SATB, 1941, La Maîtrise de Dijon.
- Mon âme, O Dieu vous loue, Unisson, 1940, Fonds Joseph Samson B.M Dijon.
- O Filli, SATB, 1911, Maîtrise de Dijon.
- O Jesu amantissime, Unisson, 1920, La Revue des Maîtrise.
- O Jesu, ego amo te, Unisson, 1940, La Maîtrise de Dijon.
- Quand les cieux pleins de ta splendeur, SATB, 1945, La Maîtrise de Dijon.
- Quand vient sur terre, Unisson, 1940, Fonds Joseph Samson B.M Dijon.
- Reine de France, Unisson, 1940, Fonds Joseph Samson B.M Dijon.
- Salut, rose vermeille, Unisson, 1940, Fonds Joseph Samson B.M Dijon.
- Tantum ergo, SATB, 1940, La Maîtrise de Dijon.
- Unis aux concerts des anges, Unisson, 1940, Fonds Joseph Samson B.M Dijon.

#### Cantiques grégoriens harmonisés
- Alléluia Pascal, SATB, **, La Maîtrise de Dijon.
- Benedicat tu, SSATB, 1934, La Maîtrise de Dijon.
- Da Pacem, SATB, **, La Maîtrise de Dijon.
- Ecce Panis, SATB, **, La Maîtrise de Dijon.
- Haec est clara dies, SATB, 1853, La Maîtrise de Dijon.
- Homo Quidam, SATB, 1919, Watine (A.1954).
- Jam hiens transit, SATB, 1936, La revue des Maîtrises.
- Jesus Redemptor, SATB, 1944, Schola Cantorum.
- Kyrie “Clemens Rector”, Unisson, **, La Maîtrise de Dijon.
- O Bénigne, SATB, **, La Maîtrise de Dijon.
- O crux benedicta, SATTByB, **, La Maîtrise de Dijon.
- Offertoire pour le deuxième dimanche de carême, Enfants-Hommes, 1914, La Maîtrise de Dijon.
- Offertoire pour le troisième dimanche de carême, Enfants-Hommes, 1913, La Maîtrise de Dijon.
- Qui est iste, SATB, 1936, La Revue des Maîtrises.
- Regina Cælorum, 2 voix égales, 1911-14, Procure générale de musique.
- Stedit Angelus, SATB, 1936, La revue des Maîtrise.
- Tantum ergo, SATB, **, Schola Cantorum.
- Tu es Petrus, 6 voix mixtes en double chœur, **, La Maîtrise de Dijon.
- Ubi Caritas, SATB, **, Fonds Joseph Samson B.M Dijon.
- Veni Creator, SATB, **, La Maîtrise de Dijon.
- Victimae Paschali Laudes, SATB, 1951, La Maîtrise de Dijon.

#### Messes
Amor a Longe, SSATB, 2 orgues, 1938, La Maîtrise de Dijon.
Carillonée, 2 voix d’enfants, hommes, 1941, Société Anonyme d’Édition-Nancy.
Dominus Firmamentum, 2 voix mixtes, 1934, La Maîtrise de Dijon.
Dulcis Domina, 3 voix égales, 1935, Henn-Genève.
Mon âme vous loue, O Dieu, 2 voix égales, 1924, Schola Paroissial.
O Nuict, heureuse nuict, 2 chœurs et 2 orgues, 1928, **, **.
Orbis Factor, 3 voix égales, 1926, Schola Cantorum.
Orbis Factor, SATB, 1941, Société Anonyme d’Édition.
Pour le temps pascal, SATB, 1934, Schola Cantorum.
Pour tous les temps, SATTBB, 1938, Schola Cantorum.
Sine Nomine I, 3 voix égales, 1950, Schola Cantorum.
Sine Nomine II, SATB, 1950, Scola Cantorum.
Sine Nomine III, 3-4 voix égales, La Maîtrise de Dijon. (messe incomplète).

#### Psaumes
Treize psaumes chorals, SATB ou voix égales, 1956, Cerf. 
(Au Seigneur la terre, Dieu Règne vêtu de majesté, Heureux qui craint le Seigneur, Je rends grâce au Seigneur, Le Seigneur l’a juré à David, Louer serviteurs du Seigneur, Louez le Seigneur tous les peuples, Magnificat : Mon âme exalte le Seigneur, Mon Dieu, mon Dieu, Quand Israël sortit d’Égypte, Ta complaisance Seigneur, Tends l’oreille Seigneur, Tous les peuples battez des mains)
Six psaumes de la pénitence, SATB ou voix égales, 1957, Cerf.
(Ayez la joie dans le Seigneur, Des profondeurs, Pitié pour mon Seigneur, Seigneur écoute ma prière, Seigneur entends ma prière, Seigneur ne châtie pas)
Ouvrage du Très Haut, Unisson, 1920, La Maîtrise de Dijon.
Réédition : Treize psaumes chorals pour les temps liturgiques - Les sept psaumes de la pénitence, 2007, Éditions voix nouvelles  / Cerf.

### Musique populaire

#### Noëls populaires harmonisés
Avez vous vu Jésus Christ, 2 voix égales, **, Schola Cantorum.
Bonnes Gens, Levez-vous, SATB, **, La Maîtrise de Dijon.
Chantons Noël, 2 voix égales, 1941, La Maîtrise de Dijon.
Dans les ombres de la nuit, SSATB, 1933, Notissimo.
Ecoutez ces bruits de fête, 2 voix égales, 1941, La Maîtrise de Dijon.
Entre le bœuf et l’âne gris, 2 voix égales, **, Schola Cantorum.
Grâces soient rendus, SATB, **, Schola Cantorum. 
Grand Dei, ribon ribène, SATB, **, La Maîtrise de Dijon.
Guillot prend ton tambourin, 3 voix égales, **, La Maîtrise de Dijon.
Il est né le Divin enfant, SATB, **, Schola Cantorum.
Je me suis levé par un matinet, SATB, **, Schola Cantorum.
La terre est froide, SAHommes ou Ténor Baryton Basses, **, La Maîtrise de Dijon.
Le messie vient de naître, 2 voix égales, 1940, La Maîtrise de Dijon.
Les anges dans nos campagnes, 3 voix égales, **, Schola Cantorum. 
Noël Nouvelet, SATB, **, La Maîtrise de Dijon.
Noël Nouvelet, 2 voix égales, **, Schola Cantorum.
Noël pour l’amour de Marie, 2 voix égales, 1940, La Maîtrise de Dijon.
Nous étions trois bergerettes, SATB, **, La Maîtrise de Dijon.
O Divin enfançon, SATB, **, La Maîtrise de Dijon.
Où courez-vous chers pasteurs, 4 voix égales, ** Édition de Musique d’Église Maison Brun.
Pastourelles, Pastoureaux, 2 voix égales, **, La Maîtrise de Dijon.
Retentissez, SATB, **, Schola Cantorum.
Saint Joseph avec Marie, 2 voix égales, 1941, La Maîtrise de Dijon.
Un enfant nous est né/Venez mes enfants, SATB, **, La Maîtrise de Dijon.
Venez vite, SATB, 1951, Schola Cantorum.
Villancico, SATB, **, La Maîtrise de Dijon.

#### Musique instrumentale et musique de scène
Barcarolle, piano, 1910, La Maîtrise de Dijon.
Cinq Antiennes pour la fête du Sacré Cœur, orgue, 1920, La revue des Maîtrises.
Divertissement sur deux Noëls Français, Hautbois, Clarinette, Flûtes, Cor, Saxophone, 1918, La Maîtrise de Dijon.
Duo Pastoral, piano, 1908, La Maîtrise de Dijon.
La laude des vertus, 3 voix égales, **, La Maîtrise de Dijon.
Pièces pour harmoniums, Harmonium, 1908, La Maîtrise de Dijon.
Prophétie de la Sybille, 1920-21, Unisson, La Maîtrise de Dijon.
Suite pour orgue « Salvete Flores », orgue, 1921, archives personnelles Vincent Morel. (photocopie du manuscrit transmis par Albert Sauvageot, original perdu).
Trois antiennes pour le jour de Pâques, orgue, 1920, La Maîtrise de Dijon.

#### Chansons traditionnelles harmonisées
- A la fête d’Echarman, SATB, **, Édition Henn-Genève.
- À Paris la Jolie Ville, SATB, 1951, Presse d’Île-de-France.
- Belle rose du printemps, SATB, **, La Maîtrise de Dijon.
- Berceuse Ukrainienne, SATB, **, La Maîtrise de Dijon.
- Bergère Manon, SATB, 1951, A Cœur Joie.
- Branle de la Chaux des Crotenay, SATB, **, La Maîtrise de Dijon
- Branles, SATB, 1951, Presse d’Île-de-France.
- Branles de Nanc, SATB, 1933, Notissimo.
- Changeons propos, SATB, **, A Cœur Joie.
- Chanson de conscrit I, SATB, 1955, Schola Cantorum.
- Chansons de conscrit II, SATB, 1955, Schola Cantorum.
- Chanson de quête, SATB, **, La Maîtrise de Dijon.
- Chanson à boire, SATB, 1955, Schola Cantorum.
- Complaintes 1830, SATB, 1933, Notissimo.
- Dans ce joli bois, 1933, SATB, Notissimo.
- Dans le chanteau de Châtillon, SATB, 1955, Schola Cantorum.
- De grand matin me suis levé, Enfants, Hommes, 1925, La Maîtrise de Dijon.
- De par Dieu, SATB, **, La Maîtrise de Dijon.
- Deep River, SA Hommes ou Ténor Baryton Basse, 1949, La Maîtrise de Dijon.
- Faïdo, SATB, **, Schola Cantorum.
- Faut aller qu’ri bouquin, SATB, 1933, Notissimo.
- Hélas ! Olivier Bachelin, Unisson, 1933, Notissimo.
- In Vino Veritas, In Vino Veritas, **, SATB, La Maîtrise de Dijon.
- J’ai descendu dans mon jardin, SSATB, 1933, Notissimo.
- J’ai un petit voyage à faire, SATB, **, Procure Générale de Musique.
- Je suis bien las d’attendre, SATB, **, La Maîtrise de Dijon.
- Je t’aurai, ma brunette, SATB, **, Henn-Genève.
- Joyeux enfants de la Bourgogne, SATB, **, La Maîtrise de Dijon.
- La bergère aux champs, Unisson, 1933, Notissimo.
- La Bohème, SATB, **, Dillien-Paris.
- La petite lingère, SATB, 1951, Presse d’Île-de-France.
- La violette doublera, SATB, 1951, Presse d’Île-de-France.
- L’an va finir, SATB, **, La Maîtrise de Dijon.
- L’âne à Marianne, SATB, 1955, Schola Cantorum.
- La bon vin, SATB, 1948, La Maîtrise de Dijon.
- Le pauvre laboureur, SATB, 1955, Schola Cantorum.
- La Raiguiseur, SATB et Baryton solo, 1933, Notissimo.
- Le Ramoneur, SSATB, 1933, Notissimo.
- Le Rossignol Messager, SATB, 1951, Presse d’Île-de-France.
- Le Vigneron, SATB, **, Henn-Genève.
- Le vin blanc du maître, SATB, **, La Maîtrise de Dijon.
- L’eau de la roche, SATB, **, La Maîtrise de Dijon.
- Les oranges, SATB, 1955, Schola Cantorum.
- Margot, SATB, 1951, Presse d’Île-de-France.
- Martin prend sa serpe, SATB, **, Henn-Genève.
- Mé qu’aimais tant mon mari, 3 voix égales, **, La Maîtrise de Dijon.
- Nanette, SATB, 1951, A Cœur Joie.
- Noël sur un air de trompette, SATB, **, La Maîtrise de Dijon.
- Nouces, SATB, 1955, La Maîtrise de Dijon.
- Ode bachique, SATB, 1955, Schola Cantorum.
- Pan ! Pan ! Lisette, SATB, 1944, Schola Cantorum.
- Philippot le Savoyard, SATB, **, A Cœur Joie.
- Pierrounel le joueur de musette, SSATB, 1933, Notissimo.
- Quand lou liaudou, SATB, 1948, Henn-Genève.
- Reveillez vous Picards, Ténor, **, La Maîtrise de Dijon.
- Rossignolets du bois, SATB, 1955, Schola Cantorum.
- Sur les marches du Palais, SATB, **, La Maîtrise de Dijon.
- Sylvie, SATB, 1951, Presse d’Île-de-France.
- Tournajairo, SAT et Baryton solo, 1933, Notissimo.
- Touro Louro Louro, 4 voix égales, **, Schola Cantorum.
- Trimousset, SATB, 1933, Notissimo.
- Trois branles de la vallée de la Valouse, SATB, 1951, Presse d’Île-de-France.
- Un beau soir de dimanche, SATB, 1955, Schola Cantorum.
- Vin blanc du Maître, SATB, **, Schola Cantorum.
- Virginie « Les larmes aux yeux », SATB, 1948, La Maîtrise de Dijon.
- Voizin c’a fait…, SATB, **, Henn-Genève.

## L'homme de lettres
- Palestrina ou la poésie de l’exactitude (1939, Genève, Ed. Henn, ouvrage couronné par l’Institut de France et honoré d’un bref de félicitation de S.S Pie XII)
- Paul Claudel poète musicien (1947, Genève Ed. Milieux du Monde, étude spécialement consacrée à la rythmique claudélienne)
- Grammaire du chant choral (1947, Genève, Henn, initiation à la technique du chœur)
- Musique et vie intérieure (1951, Paris, Ed. de la Colombe, recherches esthétiques élaborées sous la forme familière d’un journal)
- La Polyphonie Sacrée en France (1953, Paris, Ed. de la Schola Cantorum, ouvrage historique qui reçut en 1955 le Grand Prix des Jeunesses Musicales de France) ;
- Musique et chant sacrés (1957, Paris, Ed. Gallimard)
- Joseph Samson a en outre participé à de multiples revues La Croix, Musique et Liturgie, La Revue Musicale, La Petite Maîtrise, La Nouvelle Revue Française, La Vie; et à des ouvrages collectifs : La Musique des origines à nos jours (Larousse), Les Grands Musiciens (Horizon de France).
- On n'arrête pas l'homme qui chante (Réédition : 2007, Paris, Éditions voix nouvelles  / Cerf)

- Consulter les rééditions aux éditions du Cerf , et aux éditions Voix Nouvelles

## Les Maîtres de chapelle de la cathédrale de Dijon
La Maîtrise de la cathédrale de Dijon est fondée en 1895.
- Mgr René Moissenet (1850-1939), Maître de chapelle de 1895 à 1930
- Joseph Samson (1888-1957), Maître de chapelle de 1930 à 1957
- L'abbé Jean Le Capon (1918-1990), Maître de chapelle de 1957 à 1971
- Jean-François Samson (1912-1972), Maître de chapelle de 1971 à 1972
- Chanoine Jean-Marie Rolland (né en 1927), Maître de chapelle de 1972 à 1992
- Alain Chobert (né en 1952), Maître de chapelle de 1992 à 2011
- Étienne Meyer (né en 1976), Maître de chapelle depuis 2011